# SIA 7
Il SIA 7 fu un ricognitore-bombardiere biposto, monomotore e biplano, sviluppato dall'azienda aeronautica italiana Società Italiana Aviazione (SIA) negli anni dieci del XX secolo.
Primo modello sviluppato dall'azienda, venne utilizzato dal Corpo Aeronautico del Regio Esercito e dall'American Expeditionary Forces durante la prima guerra mondiale; era dotato di buone prestazioni generali ma gravato da problemi strutturali tali che venne ben presto radiato dal servizio.

## Storia del progetto

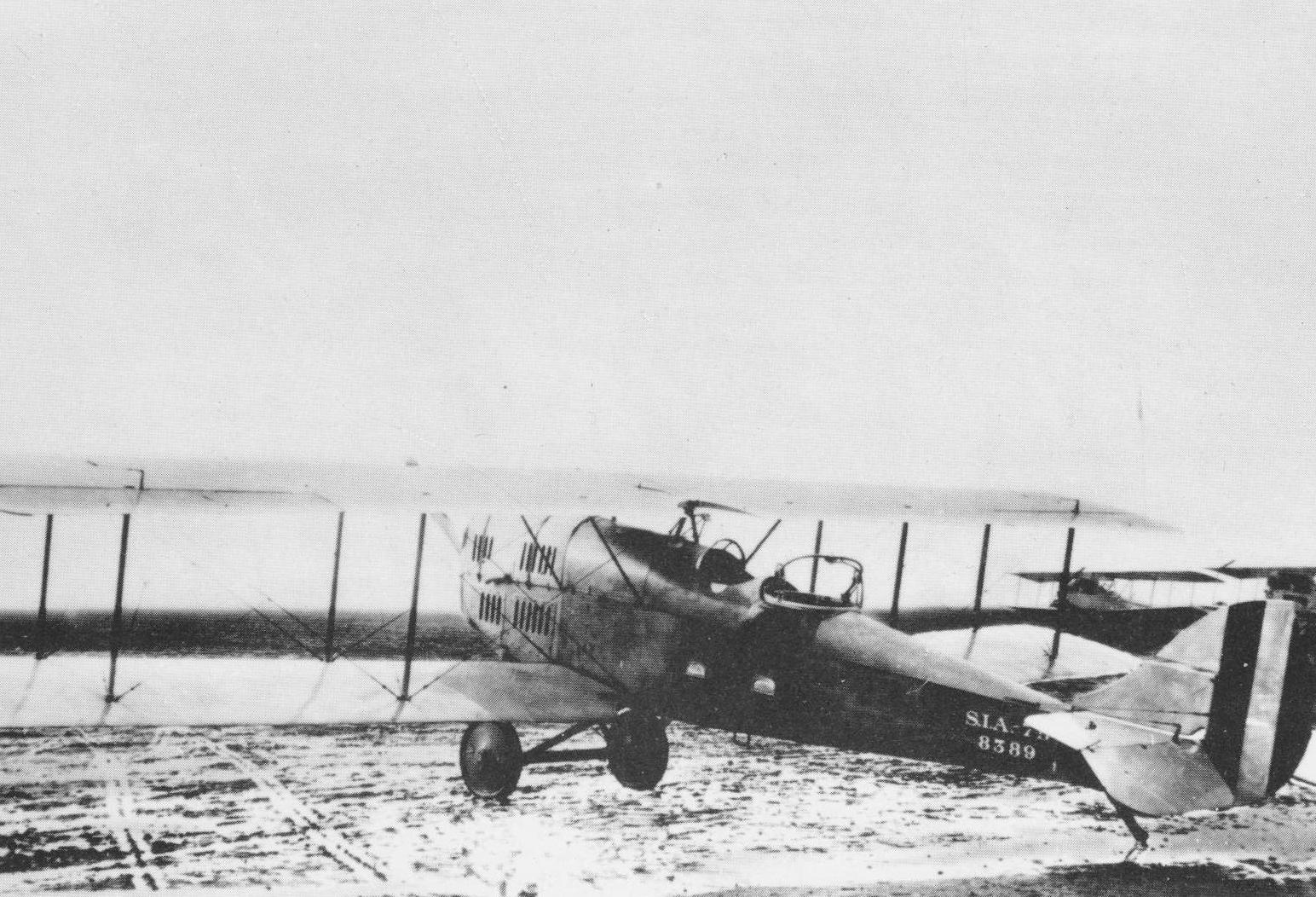
Vista posteriore di un SIA 7B, data e luogo della scatto imprecisati.

All'inizio della Grande Guerra, al fine di accelerare la produzione dei modelli di aereo destinati ai reparti aerei del Regio Esercito Italiano la SIA, a quel tempo divisione aeronautica della FIAT, ricevette un mandato per la produzione in serie su licenza del Savoia-Pomilio SP.2 (indicato anche come SIA 5), consentendo così al proprio reparto tecnico di acquisire esperienza. Nel giugno 1916, quando l'azienda stava per iniziare la produzione del suo successore, l'SP.3, un gruppo di lavoro formato da tecnici della Direzione Tecnica Aviazione Militare (DTAM) e diretto dall'ingegnere Mario Torretta della SIA avviarono lo sviluppo di un nuovo modello destinato alla ricognizione aerea che abbandonava la configurazione a doppia trave di coda con gondola centrale ed elica in configurazione spingente per adottare una più moderna soluzione a fusoliera con gruppo motoelica trattiva posizionato sul naso del velivolo. Il progetto, che vide anche la collaborazione di Carlo Maurilio Lerici, era votato a realizzare un velivolo multiruolo in grado di raggiungere velocità e capacità di carico tali da poter essere utilizzato anche come bombardiere e velivolo da primato.
Come normalmente in uso a quel tempo si basava su una cellula a struttura interamente lignea con ricopertura in pannelli di compensato che integrava i due abitacoli in fusoliera, aperti e posti in tandem, l'anteriore destinato al pilota e il posteriore all'osservatore/mitragliere, abbinandolo a una velatura biplana con piani alari collegati tra loro da una doppia coppia di montanti interalari, struttura ulteriormente rinforzata da tiranti in cavetto d'acciaio.
Il prototipo volò nell'estate 1917, dimostrando durante le prove di volo, di possedere buona maneggevolezza ai comandi ed elevati valori di velocità sia orizzontale che variometrica. Convinte le autorità militari della bontà del progetto, l'azienda ottenne una commessa per iniziare la produzione in serie del modello, identificato come 7B. Durante l'anno il governo italiano inviò una coppia di aerei SIA 7B-1 negli Stati Uniti d'America per una valutazione comparativa con altri progetti europei al fine di valutarne e, nel caso, avviarne la produzione in serie. Il 7B-1 non fu messo in produzione negli USA, ma 19 aeromobili furono acquistati in Italia per essere utilizzati dall'American Expeditionary Forces.
Il modello venne utilizzato con successo anche in alcune imprese sportive, tra le quali un volo senza scalo Torino-Napoli-Torino, ma l'avvio del servizio operativo rivelò carenze strutturali tali da dover intervenire sull'attacco delle ali, soggette a staccarsi dalla cellula, dando origine alla versione 7B-2. Quest'ultima rimase in produzione fino allo sviluppo del nuovo SIA R-2, modello che si rivelò molto più promettente e sul quale l'azienda decise di far convergere tutta la sua produzione, sospendendo la costruzione del 7B-2 dopo il 71º esemplare.

## Impiego operativo
La famiglia degli aerei SIA 7 venne impiegata per la ricognizione e i bombardamenti sul fronte italiano.
Il 7B-1 andò ad equipaggiare i reparti del Corpo Aeronautico del Regio Esercito dal novembre 1917, tuttavia durante le prime missioni iniziò a manifestarsi un grave problema nell'integrità strutturale, con facile distacco delle ali. Di conseguenza, dopo la rilevante perdita di velivoli ed equipaggi, tutti i velivoli della nuova versione furono messi a terra.
Il SIA 7B-2 rinforzato entrò in servizio nel marzo 1918.
La 38ª Squadriglia inizia a ricevere i b1 nel novembre 1917 ed i b2 dall'aprile 1918 utilizzandoli fino a giugno.
La 22ª Squadriglia ne ha 4 esemplari nel dicembre 1917 ed il 24 giugno dopo l'ordine di non volare con i SIA 7b ne versa 8.
La 27ª Squadriglia riceve i primi 2 esemplari il 4 gennaio 1918, il 6 gennaio riceve la 6ª Sezione SIA 7b1 di 3 aerei ed in febbraio riceve un SIA doppio comando.
Il 19 aprile dopo la visita di una commissione di collaudo per le squadriglie SIA per la verifica degli attacchi alle ali 2 aerei vengono radiati ed il 2 maggio arriva una squadra di operai della SIA per rinforzare gli aerei. 
Il 31 maggio un SIA ha un incidente in atterraggio ed il 24 giugno vengono interrotti i voli dei SIA.
La 35ª Squadriglia inizia a riceverli all'inizio del 1918 ma il 24 giugno versa i suoi 5 esemplari che vengono radiati.
La 28ª Squadriglia il 3 febbraio 1918 riceve i primi esemplari che danno inizio ad una serie di incidenti di volo e dal 3 aprile all'11 maggio i suoi SIA non volano per ispezione e sostituzione cavi con quelli da 35 mm ed al termine 7 SIA tornano operativi ma si verificano altri incidenti.
Il 24 giugno viene radiato il SIA.
La 24ª Squadriglia transita sui SIA dal 2 marzo 1918 ma il 24 giugno dopo vari incidenti di volo vengono sospesi i voli su SIA.
La 61ª Squadriglia riceve il 10 marzo una Sezione di 3 SIA 7b della 22ª Squadriglia.
La 37ª Squadriglia inizia il passaggio sui SIA dal marzo 1918 prima di essere sciolta dal 17 luglio.
La 40ª Squadriglia rinasce su 2 Sezioni per 8 SIA 7b1 nel marzo 1918 ma il 7 luglio viene sciolta.
Il 12 marzo 1918 la 26ª Squadriglia riceve i primi 2 SIA 7b, il 2 aprile altri 2, il 30 maggio ancora 2 ma il 24 giugno vengono sospesi i voli su SIA.
La 32ª Squadriglia li riceve nell'aprile 1918 quando ne vengono sospesi i voli ed il 22 giugno un SIA precipita per perdita delle ali. 
Poi cessa la transizione al velivolo.
La 33ª Squadriglia e metà maggio 1918 inizia a passare su SIA 7b ma dopo un incidente di volo da giugno ferma la transizione.
Dal luglio 1918 il 7B e il 7B-2 furono relegati ad unità di addestramento.

### Primati
Nel 1917 un SIA 7B, ai comandi del capitano Giulio Laureati e del caporale motorista Michelangelo Tonso, stabilirono il record mondiale di distanza con passeggero decollando dall'aeroporto di Torino-Mirafiori e raggiungendo senza scalo l'aerodromo militare di Hounslow, a sud-ovest di Londra, in 7 ore.

## Versioni
SIA 7
prototipo.
SIA 7B
denominazione degli esemplari della versione di produzione in serie.
SIA 7B-1
prima versione di produzione in serie, ritirato velocemente a causa di una deficienza nella struttura alare.
SIA 7B-2
versione con ala riprogettata del 7b-1, prodotta in 71 esemplari.

## Utilizzatori
Italia
- Regio Esercito
  - Corpo Aeronautico

 Stati Uniti
- Aviation Section, U.S. Signal Corps
  - American Expeditionary Forces

operarono con 19 7B-1 ricevuti nel febbraio 1917 e basati a Foggia..

### Pubblicazioni
- Ovidio Ferrante, Il Corpo Militare Aeronautico nel 1918 (PDF) [collegamento interrotto], in Rivista Aeronautica, n. 2, 2008.
- S.I.A. 7B, in Aerei da guerra, Ginevra - Novara, Edito Service S.A. - Istituto Geografico De Agostini, 1993.